# Hall Bower
Hall Bower – osada w Anglii, w hrabstwie ceremonialnym West Yorkshire, w dystrykcie metropolitalnym Kirklees. Leży 26 km na południowy zachód od miasta Leeds i 260 km na północny zachód od Londynu.